# Tania Sánchez
Tania Sánchez Melero (Madrid, 29 aprile 1979) è una politica spagnola, deputata autonoma all'Assemblea di Madrid per Más Madrid.
In precedenza è stata deputata regionale di Sinistra Unita nell'Assemblea di Madrid dal 2011 al 2015, anno in cui ha lasciato quella formazione. Nel dicembre 2015 si è presentata alle elezioni generali nella posizione numero 6 nell'elenco di Podemos per Madrid e ha ottenuto un seggio nel Congresso dei Deputati..

## Biografia

### Origini
Tania Sanchez è nata a Madrid nel 1979. Quando aveva quattro anni, la sua famiglia si stabilì a Rivas-Vaciamadrid, comune in cui il padre, Raul Sanchez Herranz, sarebbe diventato consigliere per Sinistra Unita. Sua madre è stata impiegata di banca.
Ha studiato Educazione generale di base (EGB) nella scuola pubblica Victoria Kent e ha ottenuto il diploma di maturità, a Las Palomas. Durante gli anni del liceo, ha fatto parte con gli amici di Krak, Colectivo Revolucionario Amanece que no es poco di orientamento punki e coinvolto nel movimento anti-corrida, nel quale si incontrava Pedro del Cura, futuro sindaco di Rivas-Vaciamadrid.

### Studi universitari e primi posti di lavoro
Ha studiato educazione sociale presso l'Università di La Salle. Ha fatto l'Erasmus in Svezia.
Ha lavorato come educatrice sociale per un anno in Barranquillas narcosala e nei centri di tossicodipendenza di Batán. Ha lavorato anche come cameriera e distribuito pubblicità. Dal 2001 al 2003 è stata delegata sindacale per le Commissioni operaie.

### Assessore e consigliere di Rivas-Vaciamadrid (2003-2011)
Tra il 2003 e il 2005 Tania Sánchez è stata consigliere del gruppo municipale di Sinistra Unita a Rivas-Vaciamadrid.
In Sinistra Unita ha ricoperto la carica di segretario di organizzazione a Rivas-Vaciamadrid tra il 2004 e il 2008. Inoltre, dal 2004 è stata membro dell'Ufficio Regionale.
Dal 2005 al 2007 è stata consulente per la partecipazione dei cittadini e la cooperazione nel municipio di Rivas-Vaciamadrid, e tra il 2007 e il 2011, Consigliere per la cultura, le festività e la cooperazione allo sviluppo. Si è distinta conducendo l'opposizione alla gestione delle feste di San Isidro.

### Deputato per la Comunità di Madrid (2011-2015)

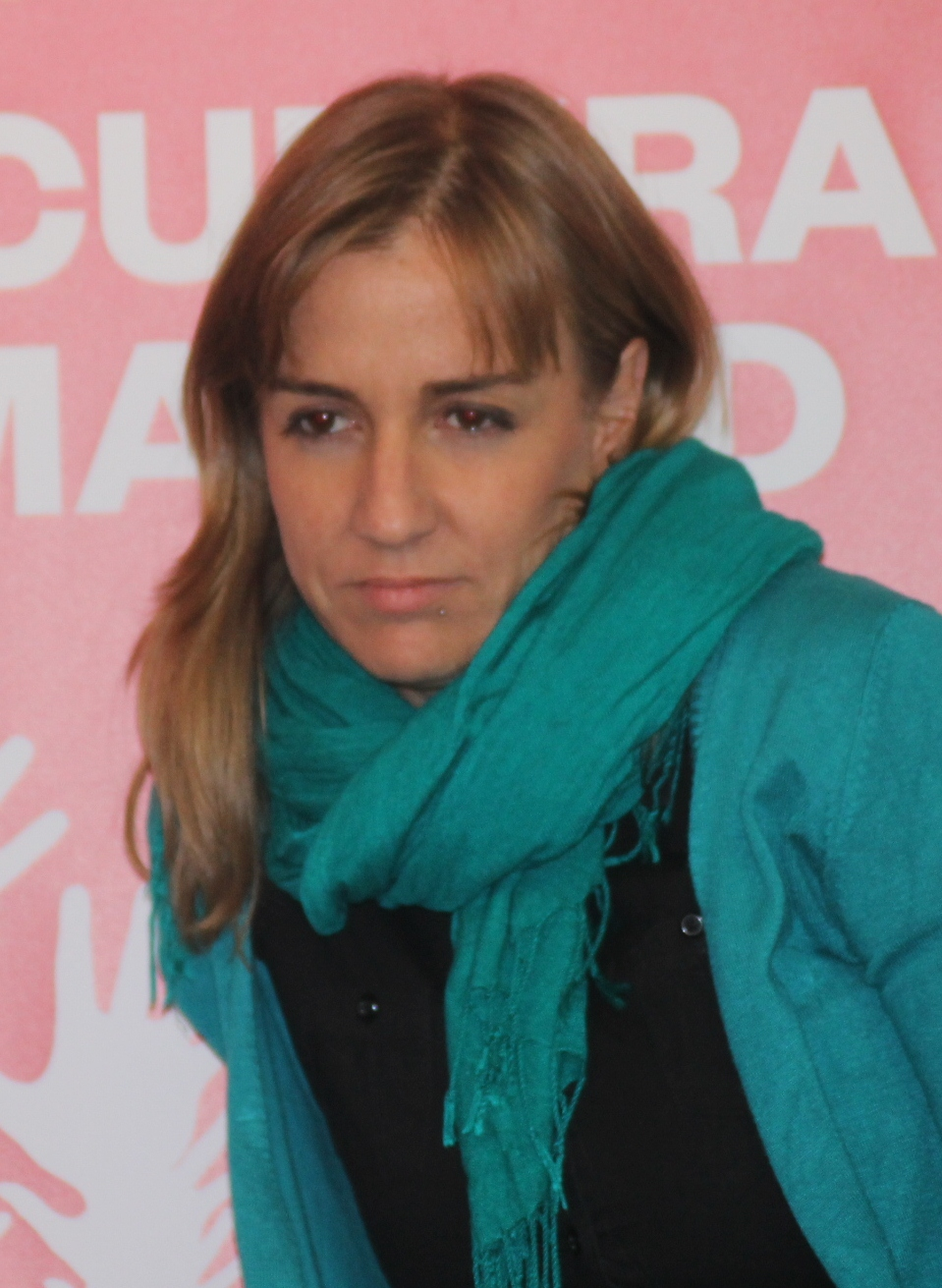
Tania Sánchez nel 2014

Nel 2011 è diventata deputata di Sinistra Unita per l'Assemblea di Madrid. Alle elezioni generali di novembre ha incontrato il politologo Pablo Iglesias Turrión, allora consulente esterno di IU, che La invitò a partecipare al programma di dibattito politico che presentò, La Tuerka, e successivamente ebbe con lei una relazione.
A causa della sua attività nei social network, è stata minacciata diverse volte durante il 2012 da gruppi di destra, in cui ha denunciato che godevano di impunità, dato che le denunce che aveva presentato per un'indagine non erano state risolte.
Alla fine del 2012 ha presentato la sua candidatura per occupare il coordinamento generale dell'IU nella Comunità di Madrid durante la sua IX Assemblea regionale, in cui è stata la candidata meno votata. Ha ottenuto 97 voti (12%) contro i 290 di Esther Gómez e 404 di Eddy Sánchez, che è stato infine scelto per la posizione.
Ha ottenuto una laurea in Antropologia sociale e culturale all'UNED. Successivamente ha iniziato a studiare ricevendo un master in Leadership democratica e comunicazione politica presso l'Università Complutense di Madrid.
Nel 2013 ha iniziato a partecipare regolarmente a vari programmi televisivi nazionali come Al rojo vivo, Dando caña o El gato al agua.
Nel 2014 si presenta alle primarie aperte di Sinistra Unita presso la Comunità di Madrid, come candidato alla presidenza della Comunità di Madrid, formando in tandem con Mauricio Valiente che si è presentato come candidato per il Comune di Madrid, essendo il primo a raccogliere approvazioni. Il 30 novembre 2014 erano noti i risultati di quelle primarie, in cui entrambi i candidati venivano imposti a maggioranza assoluta, sia a livello globale che tra i militanti.

### Da Sinistra Unita a Podemos (2015-2019)

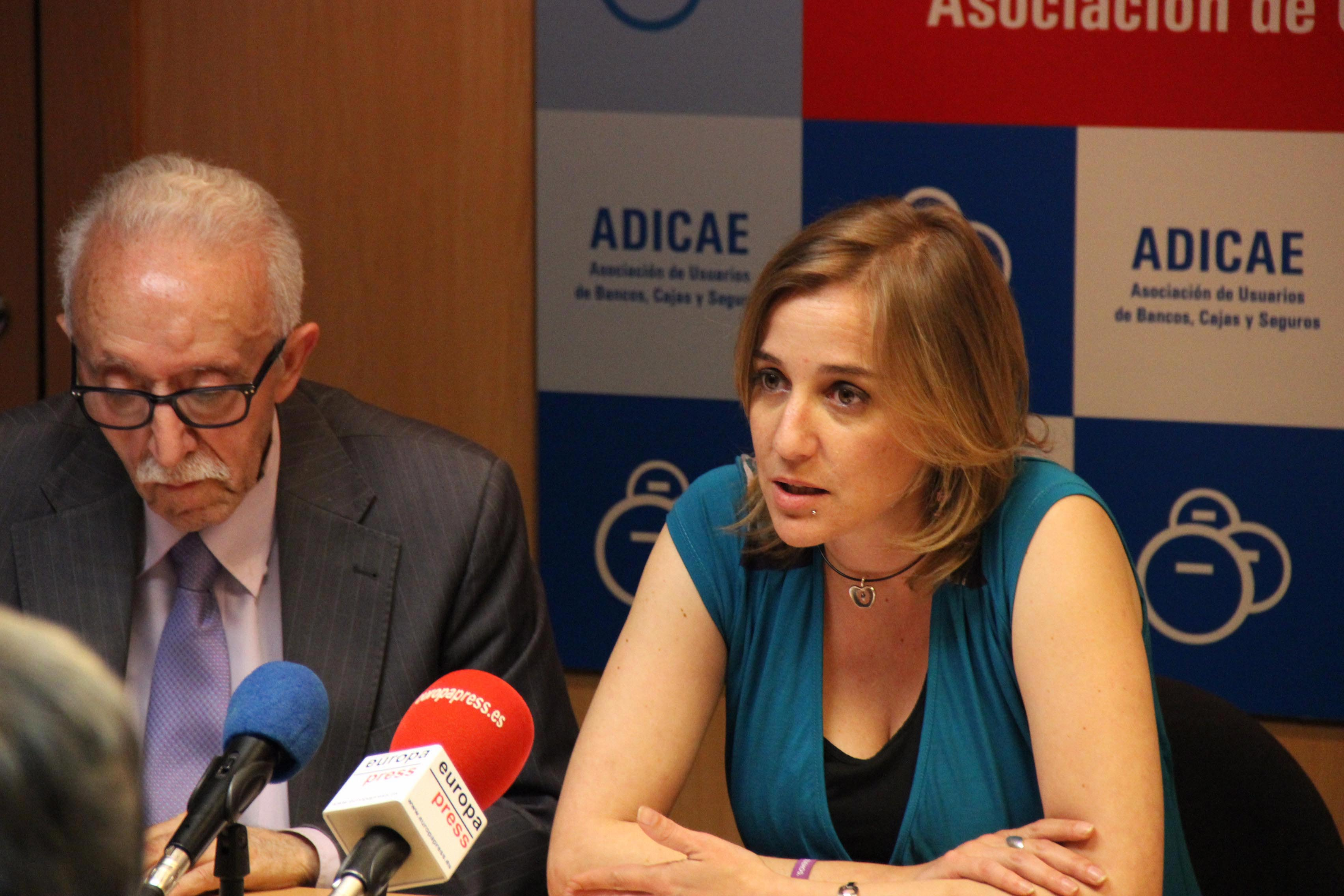
Tania Sánchez nel 2016

Il 4 febbraio 2015, dopo i suoi disaccordi con la direzione della federazione di Madrid, lasciò Sinistra Unita per fondare un nuovo partito, e pochi giorni dopo partecipò alla presentazione di Convocatoria por Madrid.
Dopo aver presentato il Partito Popolare una denuncia contro di lei, il padre e Pedro del Cura, hanno accusato di un complotto e di un presunto traffico d'influenza a Rivas-Vaciamadrid, Tania Sanchez è stata accusata in tribunale nel mese di giugno 2015; tuttavia, poco dopo il giudice responsabile del procedimento giudiziario non ha riscontrato prove di un reato e ha archiviato il caso contro di lei.
Nel luglio 2015 era al decimo posto tra i candidati al Congresso dei Deputati più votati nelle primarie di Podemos, con il 65.43% dei voti. Finalmente si è classificata al 6º posto sulla lista per Madrid ed è riuscita a sedersi al Congresso.
Nell'aprile 2016 il partito Convocatoria por Madrid ha approvato l'integrazione in Podemos, dopo aver ripetutamente negato che stava per farlo.

### Da Podemos a Más Madrid (dal 2019)
Nel marzo 2019, ha aderito alla piattaforma Más Madrid, guidata da Inigo Errejón. Con questo partito ha partecipato alle elezioni regionali dell'Assemblea di Madrid nel maggio 2019, ed eletta deputata autonomista.